# George Bentham
George Bentham (Stoke, Plymouth, Inglaterra, 22 de septiembre de 1800 - Londres, 10 de septiembre de 1884) fue un botánico, pteridólogo y micólogo inglés.

## Biografía
Bentham nació en Stoke, junto a Plymouth. Su padre, Sir Samuel Bentham, era el único hermano de Jeremy Bentham que llegó a la edad adulta. George no tuvo una educación escolar ni tampoco estudios superiores, pero desde edad temprana adquirió la facultad de mantener su atención concentrada en cualquier asunto o tema que le interesara. También mostró unas aptitudes lingüísticas sobresalientes. A la edad de siete años podía hablar francés, alemán y ruso, y aprendió sueco durante el corto periodo en que residió en Suecia, cuando era un poco mayor. Poco tiempo antes de la guerra con Francia, la familia Bentham realizó un largo periplo por este país, permaneciendo dos años en Montauban, donde George Bentham estudió hebreo y matemática en la escuela de teología protestante. Al final se establecieron en las proximidades de Montpellier, donde Sir Samuel compró una finca.
George se sintió atraído por los estudios botánicos, aplicando los métodos lógicos de su tío, y no por un interés especial en la Historia natural. Mientras estaba estudiando en Angulema llegó a sus manos un ejemplar de la obra de Augustin Pyrame de Candolle Flore française, y se sintió interesado en las tablas analíticas de identificación de plantas. Inmediatamente procedió a hacer una prueba para verificarlas con la primera planta que encontró. El resultado fue satisfactorio, y continuó aplicándolas en cada planta que encontraba. En una visita a Londres en 1823, entró en contacto con el círculo de botánicos ingleses. En 1826, y por las presiones de su tío, accedió a trabajar como su secretario. En el año 1832 murió Jeremy Bentham, dejando sus propiedades a su sobrino. La herencia de su padre había pasado a sus manos el año anterior. Estaba ahora en una posición de una modesta independencia, teniendo la posibilidad de proseguir sin distracciones sus estudios favoritos. Por un tiempo estos fueron Botánica, Jurisprudencia y Lógica, además de editar los papeles profesionales de su padre.
La primera publicación de George Bentham fue su Catalogue des plantes indigènes des Pyrénées et du Bas Languedoc (Paris, 1826), el resultado de una cuidadosa exploración de los Pirineos en compañía de G. A. Walker Arnott (1799–1868), después profesor de Botánica en la Universidad de Glasgow. Es interesante apreciar que George Bentham adoptó el principio por el que nunca hacía citas de segunda mano. Esto fue seguido por artículos de varios asuntos legales: en la codificación, en la que discrepaba con su tío, en las leyes que afectaban al hurto y en las leyes de la propiedad efectiva. Pero la obra más a tener en cuenta de este periodo fue la Outline of a New System of Logic, with a Critical Examination of Dr Whately’s Elements of Logic (1827). En este trabajo, el principio de la cuantificación del predicado se estableció explícitamente por primera vez. Por esto William Stanley Jevons declaró que indudablemente era el más fructífero descubrimiento, hecho en la ciencia de la lógica abstracta, desde los tiempos de Aristóteles. Antes de que se hubieran vendido unos sesenta ejemplares, el editor se había declarado en bancarrota, y lo almacenado se quedó como papel abandonado. El libro pasó al olvido, y hasta 1873 no se reclamó la prioridad de George Bentham frente a la de Sir William Hamilton por Herbert Spencer. En 1836 publicó su Labiatarum genera et species. Dentro de los preparativos para este trabajo, entre 1830 y 1834 visitó cada uno de los Herbarios europeos, alguno en más de una ocasión. El siguiente invierno lo pasó en Viena, donde elaboró su Commentationes de Leguminosarum generibus, publicada en los anales del Museo de Viena. En 1842 se trasladó a Pontrilas en Herefordshire. Su ocupación principal en los próximos años fueron sus contribuciones al Prodromus Systematis Naturalis Regni Vegetabilis, que estaba siendo elaborado por su amigo, A. P. de Candolle. En todo este asunto estudió unas 4730 especies.
En 1854 Bentham llegó a la conclusión de que el mantenimiento de su herbario y su biblioteca le resultaba demasiado caro, por lo que se lo ofreció al gobierno, con la condición de que debían formar parte del núcleo de ayuda para la investigación en el Real Jardín Botánico de Kew. Al mismo tiempo pensó en abandonar sus trabajos en Botánica. Afortunadamente fue persuadido por Sir William Jackson Hooker, John Lindley y otros científicos amigos para que continuara. En 1855 fijó su residencia en Londres y trabajó en Kew durante cinco días a la semana, con unas breves vacaciones de verano, hasta el final de su vida.
En 1857 el gobierno aprobó un proyecto para preparar una serie de descripciones de la flora de las colonias británicas en inglés. George Bentham empezó con la Flora Hongkongensis en 1861, el cual fue el primer trabajo comprensible en cualquier parte sobre la poco conocida flora de China. Este fue seguido por la Flora Australiensis, en siete volúmenes (1863–1878), el primer tratado sobre la flora de un continente que se había terminado. Su trabajo mayor fue el Genera Plantarum, comenzado en 1862 y concluido en 1883 en colaboración con Sir Joseph Dalton Hooker.

## Obra
- Catalogue des plantes indigènes des Pyrénées et du Bas-Languedoc. París, 1826

- Outline of a New System of Logic, with a Critical Examination of Dr Whately’s Elements of Logic. 1827

- Labiatarum genera et species. 1836

- Scrophularineae indicae. 1835

- Commentationes de Leguminosarum generibus. Anales del Museo de Viena. 1835

- Plantas Hartwegianas imprimis Mexicanas. 1839–1857

- Handbook of the British Flora. 1858–1865

- Flora Hongkongensis. 1861

- Flora Australiensis, siete volúmenes. Con Ferdinand von Mueller, 1863-1878

- Genera Plantarum ad Exemplari a Imprimis in Herbariis Kewensinus Servata, con Joseph Dalton Hooker, 1862–1883

## Honores

### Eponimia
Géneros
- (Boraginaceae) Benthamia Lindl.[2]

- (Cornaceae) Benthamia Lindl.[3]

- (Orchidaceae) Benthamia A.Rich.[4]

- (Orchidaceae) Neobenthamia Rolfe[5]

- (Solanaceae) Benthamiella Speg. ex Wettst.[6]

Especies
más de 590.
- La abreviatura «Benth.» se emplea para indicar a George Bentham como autoridad en la descripción y clasificación científica de los vegetales.[16]